# دجل
دجل (ترکی آذربایجانی: Dəcəl) یک منطقهٔ مسکونی در جمهوری آرتساخ است که در استان هادروت واقع شده‌است.